# Pasquale Jannaccone
Pasquale Jannaccone (18 mai 1872, Naples - 22 décembre 1959, Turin) est un économiste et académicien italien.

## Biographie
Jannaccone obtient son diplôme en jurisprudence en 1893 auprès de l'Université de Turin. Il est ensuite professeur d'Économie politique auprès des universités de Cagliari (de 1900 à 1905), de Sienne (de 1905 à 1909) et de Padoue (de 1909 à 1916). En 1916, il retourne à Turin où il enseigne la statistique puis la politique économique jusqu'en 1942.
De 1901 à 1918, il dirige la revue Biblioteca dell'Economista et à partir de 1908 il fait partie de la direction du journal La Riforma Sociale (en français : La Réforme Sociale).
Le 23 octobre 1930, il est nommé à l'Académie d'Italie et en 1946 il devint également membre de l'Académie des Lyncéens (la plus ancienne académie scientifique d'Europe). Enfin, de 1949 à 1955, il est président de l'Académie des sciences de Turin.
En 1950, il fonde la Société italienne des économistes avec l'universitaire et économiste Luigi Einaudi (qui avait été nommé président de la République italienne en 1948) et en est le président de 1951 à 1954. Le 1er décembre 1950, il est d'ailleurs nommé sénateur à vie de la République italienne par ce même Einaudi.